# Otto Baumberger
 (juillet 2024).
Si vous disposez d'ouvrages ou d'articles de référence ou si vous connaissez des sites web de qualité traitant du thème abordé ici, merci de compléter l'article en donnant les références utiles à sa vérifiabilité et en les liant à la section « Notes et références ».
Otto Baumberger, né le 21 mai 1889 à Altstetten et mort le 26 décembre 1961 à Weiningen, est un affichiste, peintre et scénographe zurichois. Il est considéré comme un innovateur de l'affiche suisse et un représentant important de l'expressionnisme suisse. À partir de 1931, il est professeur à l'École polytechnique fédérale de Zurich (ETH Zürich).

## Biographie
Otto Baumberger naît le 21 mai 1889 à Altstetten. Il grandit à Altstetten près de Zurich dans un environnement bourgeois. Diplômé de l'école en 1904, il commence un apprentissage de dessinateur (dessinateur textile), qu'il abandonne rapidement. Jusqu'en 1907, il fait un apprentissage de trois ans comme lithographe chez Emil Winter à Zurich. Pendant son apprentissage, il fréquente la Kunstgewerbeschule Zürich (qui fait maintenant partie de l'Université des Arts de Zurich) sous la direction d'Eduard Stiefel, ainsi que la Stadlerschule privée. De 1908 à 1910, une bourse de la ville de Zurich lui permet de séjourner à la Kunstgewerbeschule de Munich, à l'Akademie der Bildenden Künste de Munich et à l'Académie Colarossi de Paris. 1910, il participe pour la première fois à une exposition de la Zürcher Kunstgesellschaft.
À partir de 1911, il travaille comme dessinateur et directeur artistique au Kunstsalon Wolfsberg, une grande entreprise de lithographie avec une galerie annexe. De 1913 jusqu'au début de la Première Guerre mondiale, il travaille comme graphiste indépendant à Paris, puis à Zurich pour toutes les grandes imprimeries de Zurich. En 1915, il épouse Hanni Manz, dont il se sépare à nouveau en 1926. En 1916, Otto Baumberger commence son activité d'enseignant à temps partiel en tant qu'assistant à l'école des arts et métiers. En 1920, il se rend à Berlin pour quelques mois, où il conçoit les scénographies de l'Urfaust de Johann Wolfgang von Goethe pour Max Reinhardt. Il refuse un poste permanent à Berlin. Cependant, il réalisé d'autres scénographies au Stadttheater Zürich.
Aujourd'hui, Otto Baumberger est surtout connu comme affichiste. Entre les années 1910 et 1940, il crée environ 230 affiches pour une grande variété de clients. Sa notoriété est douteuse avec son affiche contre le suffrage féminin de 1920, mais ses publicités pour des marques suisses telles que PKZ et Jecklin ainsi que des affiches de la Seconde Guerre mondiale pour la Croix-Rouge sont également bien connues. De 1922 à 1927, il travaille également pour la revue satirique Nebelspalter en tant qu'éditeur d'images et dessinateur. En 1927, il épouse la graphiste Johanna Pulfer, leur fils Rudolf Caspar naît en 1929. À partir des années 1930, Otto Baumberger entreprend presque chaque année, après l'Union soviétique (1932), de longs voyages dans différents pays européens, au Moyen-Orient, aux Canaries et à Madère. Des milliers d'esquisses de voyage, d'aquarelles et de peintures à l'huile sont réalisées dans son atelier à la maison. Baumberger devient populaire avec sa frise sur l'histoire de la Suisse sur le Landi en 1939, mais aussi pour ses illustrations et ses couvertures de livres, dont la Bible et des œuvres de littérature mondiale comme l'Odyssée ou la Divine Comédie de Dante. De plus, il a créé environ 200 compositions abstraites jusqu'à la fin de sa vie, qui sont largement inconnues aujourd'hui.
En 1931, à l'instigation d'Otto Rudolf Salvisberg, Baumberger est chargé d'enseigner de nouvelles matières au département d'architecture de l'ETH Zurich : "Le dessin après nature" et "La couleur dans la construction". En 1947, il est nommé professeur agrégé de l'ETH Zurich. De son vivant, il a été célébré par des expositions au Zürcher Kunsthaus (1949) et à la Grafische Sammlung der ETH (1959). Otto Baumberger meurt à l'âge de 72 ans dans sa maison de Weiningen.

## Publications
- (de) Der innere Weg eines Malers. Aus persönlichen Aufzeichnungen, Zurich, Rascher, 1963
- (de) Otto Baumberger, 1889-1961 : Museum für Gestaltung, Zürich, 26.5.-1988, Gewerbemuseum Basel, 6.8.-9.10.1988, Deutsches Plakat-Museum, Essen, 20.11.1988-22.1.1989, Museum für Gestaltung, 1988